# Ranunculus peyronii
Ranunculus peyronii är en ranunkelväxtart som beskrevs av John Isaac Briquet. Ranunculus peyronii ingår i släktet ranunkler, och familjen ranunkelväxter. Inga underarter finns listade i Catalogue of Life.